# Rumah Galuh
Rumah Galuh is een bestuurslaag in het regentschap Langkat van de provincie Noord-Sumatra, Indonesië. Rumah Galuh telt 1997 inwoners (volkstelling 2010).